# 刀禰
刀禰（トネ、等禰、止禰、舎人）とは日本の古代から中世にかけて、公事に関与する者の総称として用いられた職名である。近畿およびその周辺の沿岸域を中心に使われた。

## 国造としてのトネ
「国造本記」には茨城國造に「筑紫刀禰」 、道奧菊多國造に「屋主刀禰」、道口岐閉國造に「宇佐比刀禰」、阿尺國造に「比止禰」が見える。ここで「トネ」は氏族名ではなく、国造としての尊称、つまり地域を治める代表者につけられた称号として用いられている。これは中世における地域の盟主としての「刀禰」の用法に合致する。

## 氏族系譜のトネ
古代において「「とね（刀禰、等禰、止禰）」を人名に含むものとしては尾張氏の祖先火明命を同じく祖先と仰ぐ在京の「阿麻刀禰」や和歌山の紀国造の祖先「鬼刀禰命」が見られる。ほかに、久米氏の系図に佐久刀禰、忌部氏の系図に布刀禰なる人物が見られる。カバネとしては船頭「椎根津彦」の子孫と名乗る「等禰直」がある。

## 官人としての刀禰
初め令制における主典（さかん）以上の官人の総称として用いられ、そこから里長や坊令等を指すようにもなった。京では保（ほう）（現在の「小字」に相当）の行政や警察を行う「保刀禰」という役職があった。大和地方では在地領主たちの盟主（代表）に対して「刀禰」の名称が使われ、広瀬大忌祭・竜田風神祭などの古い神事に代表として参加した。伊賀地方では「郷（里）刀禰」という長が存在した。

## 神社の役職としての刀禰
伊勢神宮や賀茂別雷神社では下級神職をかく称し、また由岐神社の神職をかく称したほか、地方神社の神主を指す場合もあった。

## 船頭や港の長としての刀禰
港の長を意味する名称としても使われ、摂津地方では淀川の船頭や港の代表および行政担当として「河尻」（尼崎市神崎川河口）の刀禰が存在した。若狭湾や琵琶湖の津（港）では「津刀禰」が船舶から通行料を取っていた。伊勢や志摩地方でも港を代表する津刀禰が存続し、関東の安房地方には港を代表する「浦刀禰」が存在していた。

## 刀禰の由来
刀禰は川や船に関係が深く、河川や港浦を中心に分布している。これは刀禰が船頭に由来することを示唆している。河内地方には「等禰直（とねのあたい）」という海運に関係する氏族がおり、淀川の船舶を取り仕切っていた可能性がある。利根川は万葉集に刀禰川と書かれ、等禰直に由来するとも言われている。中世までは香取神宮が香取海や利根川の海運を取り仕切っていたが、香取は以前は「檝取（かじとり）」 と呼ばれ、船頭すなわち「刀禰」に関係していたと考えられる。異説として、「殿寝（とのね）」が語源で近侍する者の意味であろうとの説がある。

## 刀禰の地名
「とね（刀禰）」は利根、刀根、登根、戸根、舎人とも表記され、利根川以外にも広く地名に散見する。利根川は関東ばかりでなく会津を流れる阿賀野川の一支流の名前にもなっている。近江から越前の堺には「刀根坂」がある。島根県中海沿岸にはかつて「舎人（とね）郷」（現在の安来市）が存在した。伯耆国にも「舎人郷」（現在の湯梨浜町）が存在した、こちらは「とねり」と呼んでいた。これは舎人（とねり）が刀禰（とね）に由来することを示唆する。

## トネの人名分布
「とね（刀禰、刀祢、利根、刀根、登根、戸根）」の現在の姓分布は三重県が一番多く、続いて福岡県、山口県、福井県、和歌山県、大阪府、兵庫県の順になっている。